# Medicinal-Ordnung für Schwedisch Pommern und Rügen
Die Medicinal-Ordnung für Schwedisch Pommern und Rügen regelte die Zulassung und die Tätigkeit von Ärzten, Hebammen, Apothekern und anderen Heilberufen in Schwedisch-Pommern. Die von Medizinprofessoren der Universität Greifswald ausgearbeitete Ordnung trat am 7. September 1779 mit der Bestätigung durch den schwedischen König Gustav III. in Kraft und war bis zum Übergang an Preußen 1815 gültig. 

## Gesundheitskollegium
Erster Punkt der Verordnung war die Einrichtung eines Gesundheitskollegiums, dem das gesamte Medizinalwesen Schwedisch-Pommerns unterstellt wurde. Es wurde die Zusammensetzung des Kollegiums geregelt, das in Greifswald seinen Sitz erhielt. Dieses hatte alle in medizinischen Berufen tätigen Personen einer Prüfung zu unterziehen, bevor ihnen eine Zulassung erteilt wurde. Außerdem fungierte es in seinem Zuständigkeitsbereich als Gericht. In einem Anhang wurden Gebühren für Prüfungen, Schreibdienste und die Bearbeitung von Rechtsfällen aufgeführt.

## Ärzte und Physici
Der zweite Hauptpunkt betraf die Ärzte und Physici. Ihnen wurde die Beachtung aller in ihrem Wirkungsbereich auftretenden Krankheiten, insbesondere von Seuchen und Epidemien vorgeschrieben. Den Ärzten wurde empfohlen, Aufzeichnungen über ihre verordneten Medikamente zu führen. Bei gewaltsam zu Tode gekommenen Personen war im Beisein eines zweiten geeigneten Mediziners eine Obduktion durchzuführen und zu protokollieren. In jedem Quartal sollten die Ärzte dem Gesundheitskollegium über aufgetretene schwere, außergewöhnliche oder seltene Krankheiten berichten, aber auch über Behandlungserfolge. Zu den Aufgaben der Ärzte gehörte die fachliche Unterstützung der Wundärzte, Hebammen und Geburtshelfer, während sie Barbiere, Quacksalber und andere Personen dem Gesundheitskollegium zu melden hatten, wenn diese medizinisch tätig waren. Die Physici mussten jährlich die ihrer Aufsicht unterstehenden Apotheken besichtigen.

## Wundärzte, Bader, Apotheker, Hebammen und Geburtshelfer
Bader und Wundärzte musste theoretische und praktische Kenntnisse nachweisen, sie durften den Rahmen ihrer Zulassung nicht überschreiten, nicht operieren und mussten in bedenklichen Fällen Ärzte zu Rate ziehen. Geburtshelfer mussten ebenfalls vor der Zulassung eine Prüfung absolvieren. Apotheker unterstanden der Aufsicht der Physici, waren aber sonst relativ selbständig. Sie durften nur Medikamente von zugelassenen Medizinern herstellen und mussten die Rezeptangaben des Arztes befolgen. Die Medicinal-Ordnung enthielt außerdem Vorschriften für den Umgang mit Giften. 